# La Casita-Garciasville
La Casita-Garciasville és una concentració de població designada pel cens dels Estats Units a l'estat de Texas. Segons el cens del 2000 tenia 2.177 habitants.

## Demografia
Segons el cens del 2000, La Casita-Garciasville tenia 2.177 habitants, 562 habitatges, i 501 famílies. La densitat de població era de 193,7 habitants/km².
Dels 562 habitatges en un 56% hi vivien nens de menys de 18 anys, en un 69% hi vivien parelles casades, en un 15,8% dones solteres, i en un 10,7% no eren unitats familiars. En el 10,5% dels habitatges hi vivien persones soles el 4,8% de les quals corresponia a persones de 65 anys o més que vivien soles. El nombre mitjà de persones vivint en cada habitatge era de 3,87 i el nombre mitjà de persones que vivien en cada família era de 4,19.
Per edats la població es repartia de la següent manera: un 39% tenia menys de 18 anys, un 11,1% entre 18 i 24, un 27,4% entre 25 i 44, un 15% de 45 a 60 i un 7,5% 65 anys o més.
L'edat mediana era de 25 anys. Per cada 100 dones de 18 o més anys hi havia 94,7 homes.
La renda mediana per habitatge era de 15.921 $ i la renda mediana per família de 17.149 $. Els homes tenien una renda mediana de 14.948 $ mentre que les dones 11.442 $. La renda per capita de la població era de 5.507 $. Aproximadament el 44,9% de les famílies i el 53% de la població estaven per davall del llindar de pobresa.

## Poblacions més properes
El següent diagrama mostra les poblacions més properes.